# Драммонд, Джон, 2-й граф Перт
Джон Драммонд, 2-й граф Перт (англ. John Drummond, 2nd Earl of Perth; 1588 — 11 июня 1662) — шотландский дворянин и пэр.

## Происхождение и образование
Родился около 1588 года. Младший сын Патрика Драммонда, 3-го лорда Драммонда (1550—1600), и леди Элизабет Линдси (? — 1585), дочери Дэвида Линдси, 9-го графа Кроуфорда и Кэтрин Кэмпбелл.
Джон Драммонд написал мемуары о своем образовании, годах становления и браках. Он получил образование в Данблейне, затем учился в Эдинбурге по указанию своей сестры Лилиас, леди Фиви, до Унии корон в 1603 году. Затем он был отправлен во Францию и отправился учиться к Роберту Бальфуру, директору колледжа де Гиен в Бордо. Затем Джон Драммонд отправился в Тулузу и посещал лекции по праву. После этого он некоторое время оставался в Париже в 1610 году и видел коронацию Марии Медичи в качестве регента 13 мая .
В августе 1610 года Джон отправился в Лондон и навестил свою сестру Джин Драммонд, которая была влиятельной придворной, служившей королеве Анне Датской. Его старший брат Джеймс Драммонд (1586—1611), который получил титул 1-го графа Перта в 1605 году, 8 декабря 1611 года скончался от «лихорадочной болезни» во дворце Сетон, а Джон Драммонд унаследовал титулы 2-го графа Перта (Пэрство Шотландии) и 6-го лорда Драммонда (Пэрство Шотландии).
Джон Драммонд был вовлечен в конфликт с кланом Макгрегор в Данкрубе в 1611 году. Яков VI и я были довольны результатом, и Драммонд снова отправился ко двору на несколько месяцев, где (по его словам) его сестра, ставшая леди Роксбург, смогла обеспечить ему небольшие расходы на жизнь.
В 1616 году лорд Перт стал членом Тайного совета Шотландии. Являлся ковенантером до 1638 года. Также являлся парламентским военным комиссаром Пертшира и полковником парламентской армии. В 1654 году он стал роялистом и был оштрафован на 5000 фунтов стерлингов.
Джон Драммонд также написал хвалебную речь Энн Гордон, жене его сына Джеймса Драммонда, будущего 3-го графа Перта, которая умерла в январе 1656 года после рождения дочери и была похоронена в семейной часовне Иннерпеффрея.
Лорд Перт скончался 11 июня 1662 года. Ему наследовал его второй сын, Джеймс Драммонд, 3-й граф Перт.

## Брак и дети
28 августа 1613 года лорд Перт женился на леди Джин Кер (? — 1622), дочери Роберта Кера, 1-го графа Роксбурга, и Мэри Мейтленд. У супругов было несколько детей:
- Генри Драммонд, лорд Драммонд (1 августа 1614 — сентябрь 1622). Имя ему выбрала королева Анна Датская, а графиня Монтроз была ее заместителем в качестве крестной матери на крещении в Данблейне[6].
- Джеймс Драммонд, 3-й граф Перт (1615 — 2 июня 1675), второй сын и преемник отца. Он женился на Энн Гордон (? — 1656), дочери Джорджа Гордона, 2-го маркиза Хантли.
- Роберт Драммонд (род. 1618)
- Джон Драммонд из Логиалмонда (1620 — июнь 1678), был женат на Гриссел Стюарт, дочери Томаса Стюарта из Грандтулли
- Леди Лилиас Драммонд (ок. 1621 — 12 января 1663/1664), в 1643 году она вышла замуж за Джеймса Мюррея, графа Таллибардина, сына Элизабет Дент, графини Таллибардина[7]
- Сэр Уильям Драммонд (1622 — 2 июля 1675), позже сэр Уильям Кер, 2-й граф Роксбург
- Леди Джин Драммонд (1623/1624 — 12 января 1663), в 1633 году она вышла замуж за Джона Флеминга, 3-го графа Уигтауна.